# Vernon (Nova York)
Vernon és una població dels Estats Units a l'estat de Nova York. Segons el cens del 2000 tenia 1.155 habitants.

## Demografia
Segons el cens del 2000, Vernon tenia 1.155 habitants, 499 habitatges, i 314 famílies. La densitat de població era de 490,1 habitants per km².
Dels 499 habitatges en un 32,1% hi vivien nens de menys de 18 anys, en un 44,9% hi vivien parelles casades, en un 12,4% dones solteres, i en un 36,9% no eren unitats familiars. En el 31,7% dels habitatges hi vivien persones soles el 9,6% de les quals corresponia a persones de 65 anys o més que vivien soles. El nombre mitjà de persones vivint en cada habitatge era de 2,29 i el nombre mitjà de persones que vivien en cada família era de 2,85.
Per edats la població es repartia de la següent manera: un 24,3% tenia menys de 18 anys, un 8,6% entre 18 i 24, un 30,9% entre 25 i 44, un 23,2% de 45 a 60 i un 13% 65 anys o més.
L'edat mediana era de 37 anys. Per cada 100 dones de 18 o més anys hi havia 91,2 homes.
La renda mediana per habitatge era de 34.600 $ i la renda mediana per família de 41.375 $. Els homes tenien una renda mediana de 33.984 $ mentre que les dones 23.804 $. La renda per capita de la població era de 17.930 $. Entorn del 7,4% de les famílies i el 9,7% de la població estaven per davall del llindar de pobresa.